# Arco del Almirantazgo
El Arco del Almirantazgo es un gran edificio de oficinas situado en Londres, incorpora una arcada que proporciona acceso a un camino y un paso peatonal entre The Mall, que se extiende al suroeste y Trafalgar Square al noreste. Fue diseñado en 1910 por Sir Aston Webb, construido por John Mowlem & Co. y terminado en 1912. Se encuentra adyacente al viejo edificio del Almirantazgo, del cual recibe el nombre.

## Descripción
La construcción del edificio fue comisionada por el rey Eduardo VII en memoria de su madre la reina Victoria, aunque no viviría para verlo terminado. En una inscripción en latín situada en lo alto se lee:

 : ANNO : DECIMO : EDWARDI : SEPTIMI : REGIS :
: VICTORIÆ : REGINÆ : CIVES : GRATISSIMI : MDCCCCX :

(En el décimo año del Rey Eduardo VII, a la Reina Victoria, de los ciudadanos más agradecidos, 1910)
Las figuras de La Navegación y La Artillería fueron diseñadas por el escultor inglés Thomas Brock y en su exterior se ubica también una estatua del capitán James Cook.

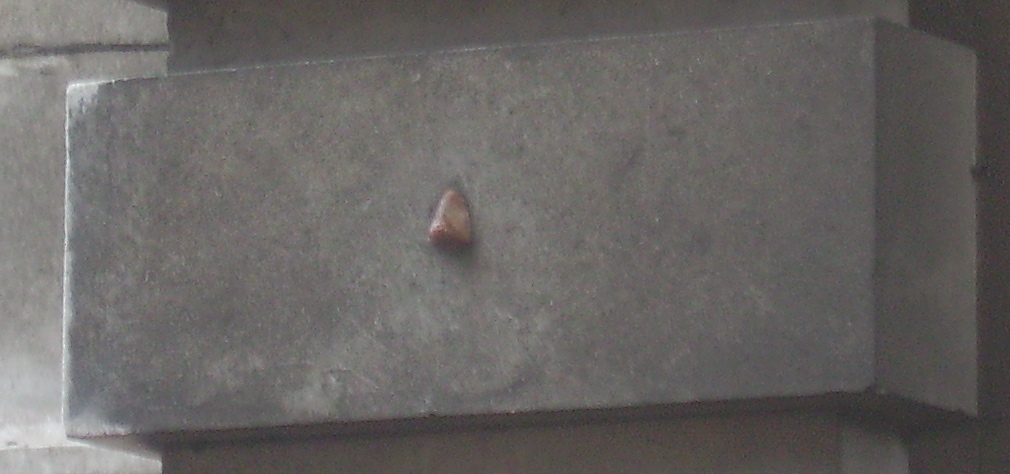
La nariz del Arco del Almirantazgo.

Otro de sus rasgos destacados es su «nariz», sobre la pared interior del arco más septentrional hay una pequeña saliente con tamaño y forma de una nariz humana. Hay poca o ninguna información pública sobre el motivo de su presencia. La nariz está a una altura de aproximadamente 2,1 metros, algunas leyendas sostienen que está allí en honor de Eduardo VII, aunque otras dicen que es por la nariz de Napoleón.
El arco central está normalmente cerrado con  una verja cuyo uso está reservado a los miembros de la Familia Real británica para ceremonias. Los dos otros arcos están abiertos a vehículos y peatones.
El Arco de Almirantazgo pertenece al Grado I del catálogo de edificios del Reino Unido. En el año 2000, la Oficina del Gabinete mudó sus oficinas al edificio, manteniendo su oficina central en Whitehall. También aloja a la Unidad de Estrategia del primer ministro y el Destacamento de Fuerzas de Exclusión Social.